# Mortiers (Charente-Maritime)
Mortiers ist eine französische Gemeinde mit 170 Einwohnern (Stand: 1. Januar 2022) im Département Charente-Maritime in der Region Nouvelle-Aquitaine (vor 2016 Poitou-Charentes); sie gehört zum Arrondissement Jonzac und zum Kanton Jonzac. Die Einwohner werden Mortiesains genannt.

## Geographie
Mortiers liegt etwa 70 Kilometer nördlich von Bordeaux. Umgeben wird Mortiers von den Nachbargemeinden Saint-Germain-de-Vibrac im Norden, Saint-Maigrin im Osten und Nordosten, Baignes-Sainte-Radegonde im Südosten, Léoville im Süden sowie Saint-Médard im Westen.

## Bevölkerungsentwicklung
| Jahr                       | 1962 | 1968 | 1975 | 1982 | 1990 | 1999 | 2006 | 2013 |
| Einwohner                  | 262  | 242  | 230  | 205  | 184  | 191  | 189  | 186  |
| Quellen: Cassini und INSEE |      |      |      |      |      |      |      |      |

## Sehenswürdigkeiten
- Kirche Saint-Martin, Monument historique seit 1990

Siehe auch: Liste der Monuments historiques in Mortiers (Charente-Maritime)

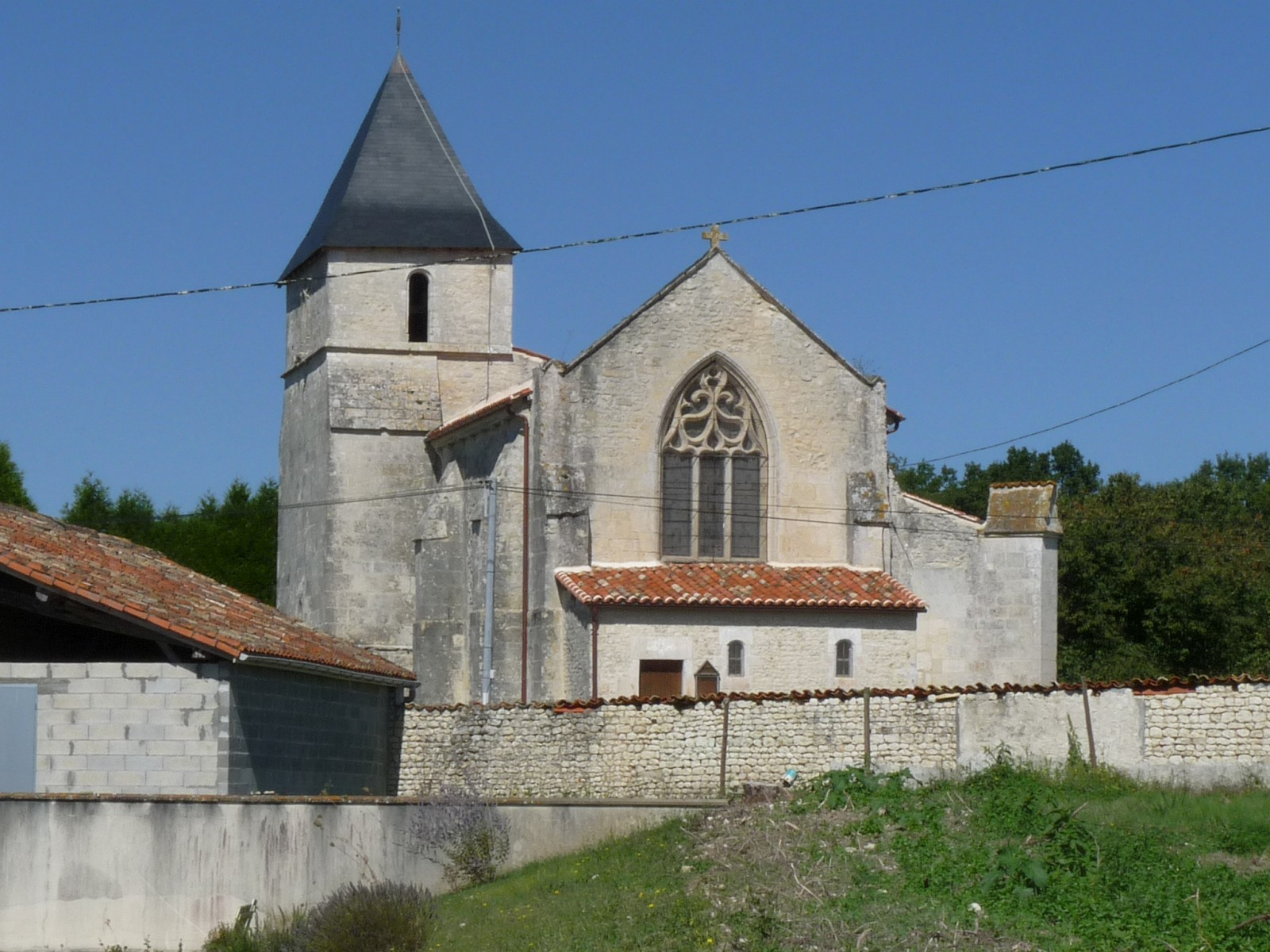
Kirche Saint-Martin